# Michael Fresco
Michael Fresco (...) è un regista e produttore televisivo statunitense.
Ha diretto diversi episodi delle serie televisive The O.C., di My Name Is Earl e il pilota di 1-800 Missing e Providence. È stato a lungo il produttore di Providence e di altri show televisivi.
Diverse volte ha diretto le sceneggiature di suo fratello Victor, il quale è uno dei principali sceneggiatori della terza stagione di My Name Is Earl. È inoltre il produttore esecutivo di Better Off Ted e di Aiutami Hope!, della quale ha diretto anche alcuni episodi.